# Альбов Сергій Веніамінович
Сергі́й Веніамі́нович А́льбов (нар. 6 жовтня 1900, Сімферополь — пом. 18 червня 1992, Сімферополь) — радянський гідрогеолог і педагог; доктор геолого-мінералогічних наук з 1954 року, професор з 1967 року.

## Біографія
Народився 23 вересня [6 жовтня] 1900 року в місті Сімферополі. 1925 року в Сімферополі закінчив Кримський університет. 
Упродовж 1925—1929 років працював у Ялті, у Кримському зсувному управлінні; у 1929—1946 роках — геологом, технічним керівником та очолював геологічні партії у різних регіонах РРФСР; у 1946—1948 роках — у Сімферополі, начальником партії Кримської геологічної експедиції; у 1948—1956 роках — старшим науковим співробітником Кримської філії АН СРСР; у 1956—1965 роках — в Інституті мінеральних ресурсів АН УРСР та одночасно викладав Кримському педагогічному інстуті; у 1965—1977 роках — професор Сімферопольської філії Севастопольського приладобудного інституту. Помер у Сімферополі 18 червня 1992 року.

## Наукова діяльність
Досліджував гідрогеологію, геологію, карст та мінеральні води Криму, а також гідрогеологічні особливості зони Північнокримського каналу. Автор праць:
- Пресные воды Крыма и их использование. Київ, 1955 (рос.);
- Гидрогеология Крыма. Київ, 1956 (рос.);
- Минеральные источники Крыма. Сімферополь, 1956 (рос.);
- Минеральные источники Крыма: Краткий справочник. Сімферополь, 1991 (рос.).